# Phaeoacremonium viticola
Phaeoacremonium viticola är en svampart som beskrevs av J. Dupont 2000. Phaeoacremonium viticola ingår i släktet Phaeoacremonium och familjen Togniniaceae.   Inga underarter finns listade i Catalogue of Life.